# سیارک ۱۳۴۱۲
سیارک ۱۳۴۱۲ (به انگلیسی: 13412 Guerrieri، نامگذاری:1999UJ8)۱۳۴۱۲مین سیارک کشف شده‌است که در ۲۹ اکتبر ۱۹۹۹ کشف شد.